# Estática comparativa

Neste gráfico, a estática comparativa mostra um aumento na demanda que causa um aumento no preço e na quantidade. Ao comparar dois estados de equilíbrio, a estática comparativa não descreve como os aumentos realmente ocorrem.

Na economia, a estática comparativa é a comparação de dois diferentes resultados econômicos, antes e depois de uma mudança em algum parâmetro exógeno.
Como um estudo da estática, ela compara dois diferentes estados de equilíbrio, após o processo de ajustamento (se houver). Ela não estuda o movimento por trás do equilíbrio nem o processo de mudança.
A estática comparativa é normalmente usada para estudar mudanças na oferta e demanda ao analisar um único mercado, e para estudar mudanças na política monetária ou fiscal ao analisar toda a economia. O termo 'estática comparativa' é mais utilizado em relação à microeconomia (incluindo a análise do equilíbrio geral) do que quanto à macroeconomia. A estática comparativa foi formalizada por John Richard Hicks (1939) e Paul Samuelson (1947) mas foi apresentada graficamente já na década de 1870.
Para modelos de taxas de mudança de equilíbrio estável, tais como o modelo de Solow, a dinâmica comparativa é a contra-parte da estática comparativa.